# San Vicente del Raspeig
San Vicente del Raspeig (valenciai katalánul Sant Vicent del Raspeig     város Spanyolországban, Alicante tartományban. Lakosainak száma 60 269 fő (2024). . Egyetemi város.

## Fekvése
San Vicente del Raspeig Alicante, Mutxamel, Tibi és Jijona községekkel határos.

### Megközelítése
Az Alicantéból induló 2-es villamosnak itt van a másik végállomása.

## Testvértelepülések
- L’Isle-d’Abeau

## Népessége
A település lakosságának változását az alábbi diagram mutatja:
| Lakosok száma | 39 053 | 44 226 | 47 706 | 53 126 | 54 531 | 55 946 | 56 715 | 58 385 | 58 912 | 60 269 |
|               | 2001   | 2004   | 2006   | 2009   | 2011   | 2014   | 2016   | 2019   | 2021   | 2024   |